# Sitticus saxicola
Sitticus saxicola là một loài nhện trong họ Salticidae.
Loài này thuộc chi Sitticus. Sitticus saxicola được Carl Ludwig Koch miêu tả năm 1846.